# IC 1647
IC 1647 — галактика типу Sc (компактна спіральна галактика) у сузір'ї Андромеда.
Цей об'єкт міститься в оригінальній редакції індексного каталогу.